# Pedro Diniz
Pedro Paulo Falleiros dos Santos Diniz, ismertebb nevén Pedro Diniz (São Paulo, 1970. május 22. –) brazil autóversenyző.

## Pályafutása
1990 és 1992 között különböző Formula–3-as kategóriákban versenyzett Dél-Amerikában és Nagy-Britanniában, majd két szezont töltött a nemzetközi Formula–3000-es sorozatban.
1995-ben a Parmalat támogatásával helyet vásárolt magának a Forti Cose Formula–1-es csapatába. A Parmalat későbbi csapataihoz is követte szponzorként, emiatt a „Parmalat-kölyök” gúnynévvel illették. Az 1996-os szezont a Ligier alakulatánál teljesítette. Két alkalommal végzett pontot érő helyen, végül két pontjával tizenötödikként zárt a tabellán. 1997-re az Arrows-istállóhoz szerződött. Csapattársa a címvédő világbajnok, Damon Hill lett, akinél több futamon is jobban teljesített. A következő évre is maradt a csapatnál, majd az 1999-es és 2000-es szezont a Saubernél töltötte.
2001-ben egy időre felhagyott a versenyzéssel, a Prost Grand Prix sportigazgatója lett, de néhány hónap múlva elbocsátották.
Formula–1-es pályafutása után újra Brazíliában versenyzett. 2002 és 2006 között hazája Formula-Renault-sorozatában indult.

## Eredményei
Teljes eredménylistája a nemzetközi Formula–3000-es sorozatban
(Táblázat értelmezése)

(Félkövér: pole-pozícióból indult; dőlt: leggyorsabb kört futott) 

| Év   | Csapat      | 1      | 2      | 3      | 4      | 5      | 6      | 7      | 8      | 9      | Helyezés | Pont |
| ---- | ----------- | ------ | ------ | ------ | ------ | ------ | ------ | ------ | ------ | ------ | -------- | ---- |
| 1993 | Forti Corse | DON Ki | SIL Ki | PAU NK | PER 7  | HOC Ki | NÜR 16 | SPA 14 | MAG 11 | NOG 14 | –        | 0    |
| 1994 | Forti Corse | SIL Ki | PAU Ki | CAT 10 | PER Ki | HOC Ki | SPA 9  | EST 4  | MAG Ki |        | 13.      | 3    |

Teljes Formula–1-es eredménylistája
(Táblázat értelmezése)

(Félkövér: pole-pozícióból indult; dőlt: leggyorsabb kört futott) 

| Év   | Csapat | 1      | 2      | 3      | 4      | 5      | 6      | 7      | 8      | 9      | 10     | 11     | 12     | 13     | 14     | 15     | 16     | 17     | Helyezés | Pont |
| ---- | ------ | ------ | ------ | ------ | ------ | ------ | ------ | ------ | ------ | ------ | ------ | ------ | ------ | ------ | ------ | ------ | ------ | ------ | -------- | ---- |
| 1995 | Forti  | BRA 10 | ARG Hn | SMR Hn | ESP Ki | MON 10 | CAN Ki | FRA Ki | GBR Ki | GER Ki | HUN Ki | BEL 13 | ITA 9  | POR 16 | EUR 13 | PAC 17 | JPN Ki | AUS 7  | 21.      | 0    |
| 1996 | Ligier | AUS 10 | BRA 8  | ARG Ki | EUR 10 | SMR 7  | MON Ki | ESP 6  | CAN Ki | FRA Ki | GBR Ki | GER Ki | HUN Ki | BEL Ki | ITA 6  | POR Ki | JPN Ki |        | 15.      | 2    |
| 1997 | Arrows | AUS 10 | BRA Ki | ARG Ki | SMR Ki | MON Ki | ESP Ki | CAN 8  | FRA Ki | GBR Ki | GER Ki | HUN Ki | BEL 7  | ITA Ki | AUT 13 | LUX 5  | JPN 12 | EUR Ki | 16.      | 2    |
| 1998 | Arrows | AUS Ki | BRA Ki | ARG Ki | SMR Ki | ESP Ki | MON 6  | CAN 9  | FRA 14 | GBR Ki | AUT Ki | GER Ki | HUN 11 | BEL 5  | ITA Ki | LUX Ki | JPN Ki |        | 14.      | 3    |
| 1999 | Sauber | AUS Ki | BRA Ki | SMR Ki | MON Ki | ESP Ki | CAN 6  | FRA Ki | GBR 6  | AUT 6  | GER Ki | HUN Ki | BEL Ki | ITA Ki | EUR Ki | MAL Ki | JPN 11 |        | 14.      | 3    |
| 2000 | Sauber | AUS Ki | BRA Ni | SMR 8  | GBR 11 | ESP Ki | EUR 7  | MON Ki | CAN 10 | FRA 11 | AUT 9  | GER Ki | HUN Ki | BEL 11 | ITA 8  | USA 8  | JPN 11 | MAL Ki | 18.      | 0    |

## Fordítás
- Ez a szócikk részben vagy egészben  a   Pedro Diniz című angol Wikipédia-szócikk fordításán alapul.  Az eredeti cikk szerkesztőit annak laptörténete sorolja fel. Ez a jelzés csupán a megfogalmazás eredetét és a szerzői jogokat jelzi, nem szolgál a cikkben szereplő információk forrásmegjelöléseként.

## Külső hivatkozások
- Profilja a grandprix.com honlapon (angolul)
- Profilja a statsf1.com honlapon (angolul)
- Profilja a driverdatabase.com honlapon (angolul)
- Pedro Diniz vállalatának honlapja (portugálul)